# 라푸라푸
라푸라푸(Lapu - Lapu 1491년~1542년)는 필리핀 막탄섬(세부섬의 동쪽 앞바다)의 영주이며, 이슬람 부족장이다. 페르디난드 마젤란은 세계 일주 항해 도중에 필리핀에 내항하여 기독교로 개종하고 스페인에게 복종할 것을 요구했다. 라푸라푸는 1521년 4월 27일 새벽에 그러한 부당한 요구에 저항하여 막탄 전투에서 마젤란의 군대를 격파한 후, 마젤란을 죽였다. 이 전투는 마젤란의 탐사를 중단시켰고, 필리핀섬의 스페인 점령을 1564년 미겔 로페스 데 레가스피의 탐사대가 올 때까지 40년 이상 지연시켰다.
세부의 라자 후마본의 라이벌이라는 것 외에는 라푸라푸의 생애에 대해 알려진 것은 거의 없다. 현존하는 유일한 삶의 기록은 안토니오 피가페타가 쓴 문서이다. 그의 이름, 기원, 종교, 운명은 여전히 논쟁이 되고 있지만, 필리핀에서는 민족 자존심을 지킨 국민적 영웅으로 간주되고 있다.

## 개요
그의 이름은 또한 쉬라푸라푸(Çilapulapu), 시 라푸라푸(Si Lapulapu), 사립 풀라카(Salip Pulaka), 칼리 풀라코(Cali Pulaco), 라푸라푸 디만탁(Lapulapu Dimantag)으로도 알려져 있다.
페르디난드 마젤란은 필리핀에 간신히 도착하여, 군사력을 배경으로 부족장들에 대해서 스페인 국왕에게 조공을 바치겠다는 서약과 더불어, 기독교로의 개종을 요구하였다. 부족장을 차례차례로 굴복 시켜 갔지만, 마젤란의 요구를 처음으로 거부한 것이 라푸라푸였다.
격노한 마젤란은 1521년 4월 27일에 라푸라푸를 토벌할 군사를 이끌고 막탄섬에 왔다. 섬의 지리와 조류를 다 알고 있는 라푸라푸는 필요한 군사적 정보를 수집하고, 주도면밀한 계획을 세운 후에, 막탄섬의 얕은 해안을 결전지로 선택했다. 간조 때문에, 배로 기슭에 접근하지 않았던 마젤란과 그 부대는 함포 사격을 포기하고 상륙하여, 저항 세력을 결집해 기다리고 있던 라푸라푸의 군대와 교전을 벌였다. 라푸라푸는 투구와 갑옷으로 단단하게 무장한 스페인 병사들의 다리만이 무방비임을 간파하고 교묘한 전술로 마젤란의 군사들을 물리쳐, 마침내 마젤란 본인을 살해했다. 지도자를 잃은 마젤란의 부하들은 퇴각했다.(막탄 전투)
전설에서는 라푸라푸 본인이 마젤란과 일대일 대결 끝에 찔러 죽였다고 하지만, 연구자들은 이것을 사실이라고는 생각하지 않았다. 라푸라푸는 침략자에 대항하여 일어선 최초의 동남아시아인으로 현대에 이르기까지 필리핀의 영웅으로 되어 있다. 막탄섬에는 바다로 향한 곳에 라푸라푸의 상이 있다. 또, 막탄섬의 주요 부분을 차지하는 도시에는 라푸라푸시라는 이름이 붙여졌고, 필리핀 근해에서 많이 잡히는 인기 어종인 참바리아과에 그를 기념하는 의미로 라푸라푸라는 이름을 붙였다.

## 성지
라푸라푸 성지는 필리핀 세부, 푼타 엥가뇨에 있으며, 20미터 높이의 청동상이 그를 기념하기 위해 세워져 있다.

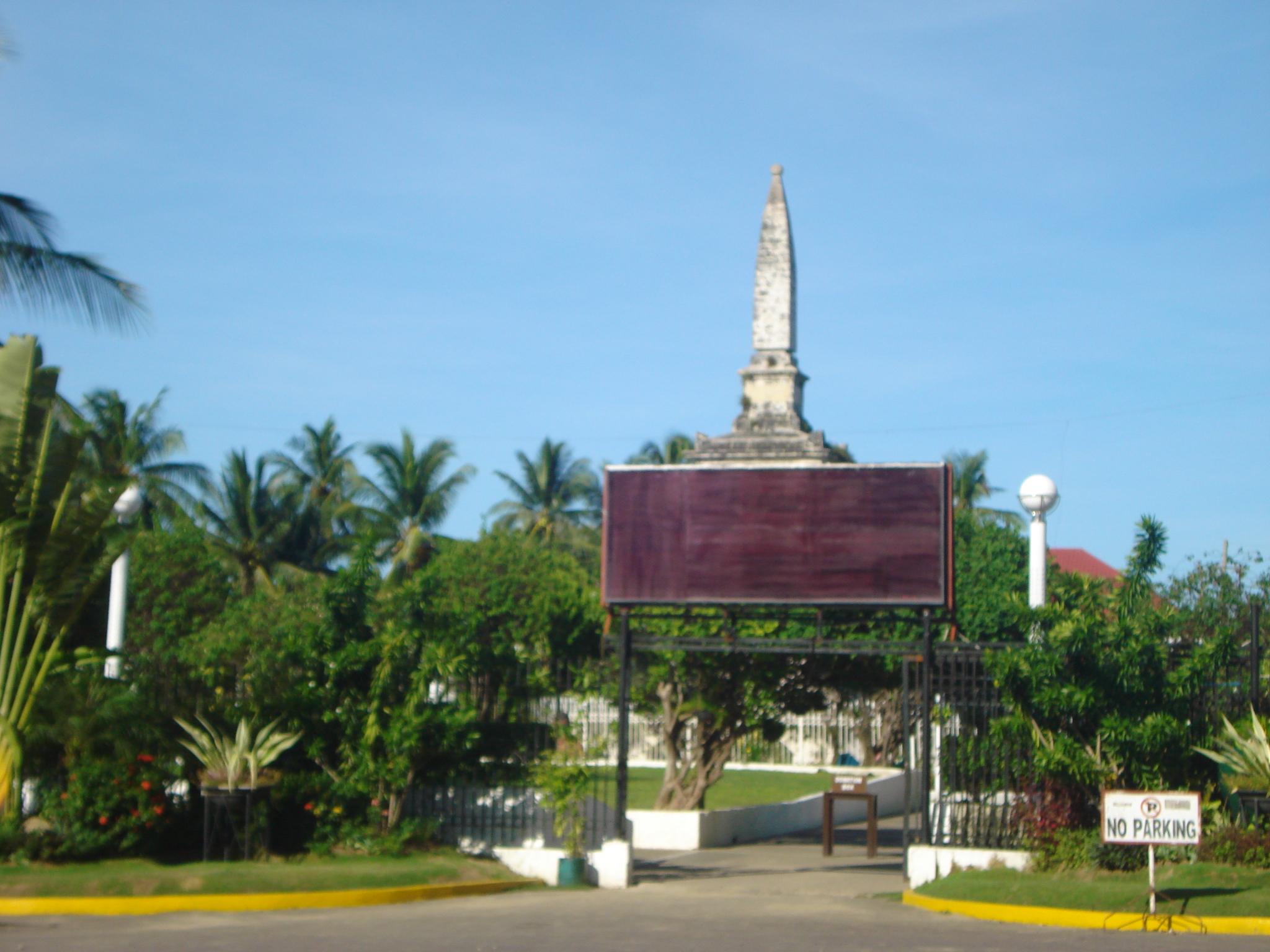
막탄 성지 입구
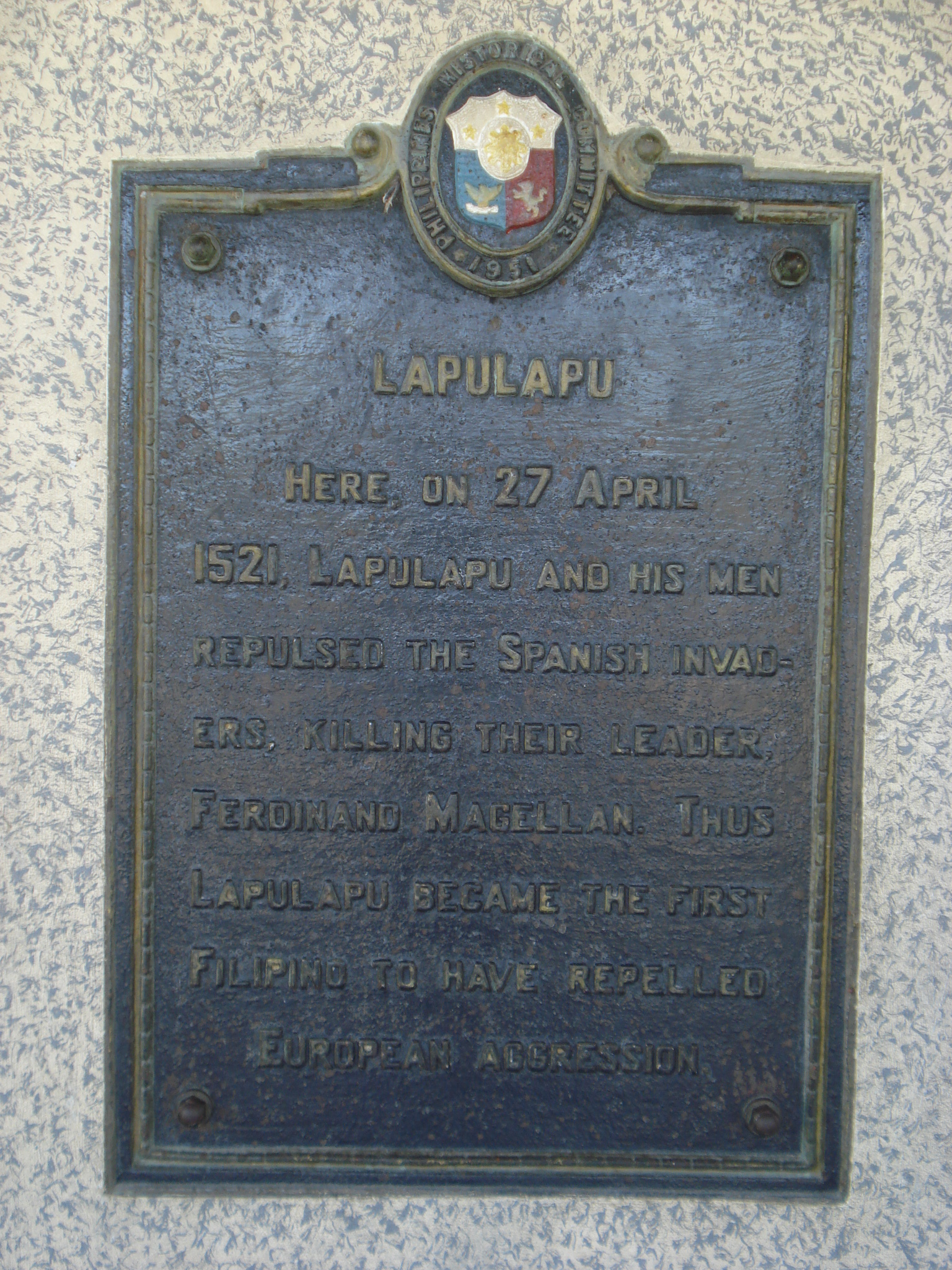
막탄 방어를 설명하는 장식패
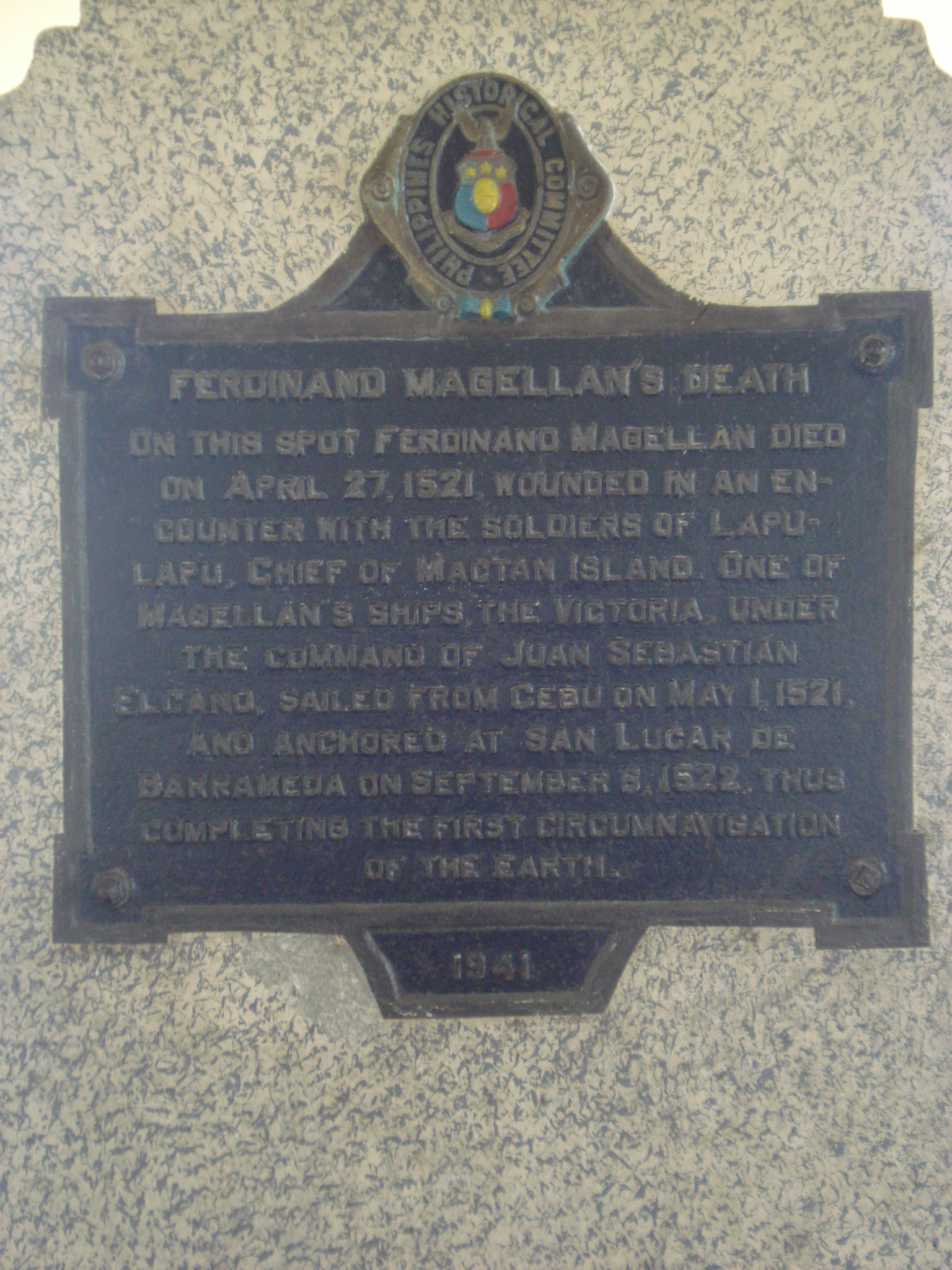
마젤란의 죽음을 설명하는 장식패

## 같이 보기
- 필리핀의 역사
- 라푸라푸시
- 막탄 전투